# Michele Giraud
Michele Giraud (Procida, 1º ottobre 1910 – 1997) è stato un allenatore di calcio e calciatore italiano, di ruolo difensore.
Era indicato Giraud II per distinguerlo dai fratelli Giovanni e Raffaele, con cui ha militato contemporaneamente nel Savoia dal 1930 al 1932, e nel campionato 1938-1939.

## Carriera
Terzino cresciuto nelle giovanili del Savoia, passò nel 1929 tra le file del Vomero, club napoletano militante in Prima Divisione, l'allora terzo livello del calcio italiano. Militò per quattro anni nel Savoia ed altrettanti nel Taranto, per poi ritornare un anno nella formazione napoletana ed uno in quella pugliese. Nel periodo della guerra giocò ancora per il Savoia (ridenominato Torrese), disputò il Campionato campano nelle file dello Stabia laureandosi campione campano, e per una stagione in Serie A con il Napoli, esordendo nella massima serie in Pro Livorno-Napoli 2-1.
Nel 1948 ritornò alla Torrese collezionando 13 presenze in Serie C.

### Allenatore
Da allenatore ha guidato il Taranto nel 1939 e la Nazionale Militare ai Campionati mondiali militari di calcio del 1950 e del 1951, entrambi vinti dagli Azzurri.
Dopo il ritiro entrò in Marina arrivando al grado di ammiraglio; era il nonno di Michela Giraud.

## Palmarès

### Allenatore
- Campionati mondiali militari di calcio: 2

Italia: Olanda 1950
Italia: Egitto 1951